# Гагуа, Ной Ионович
Ной Ионович Гагуа (1908 год, Зугдидский уезд, Кутаисская губерния, Российская империя — неизвестно, Грузинская ССР) — заведующий районным отделом сельского хозяйства Цхакаевского района, Грузинская ССР. Герой Социалистического Труда (1948).

## Биография
Родился в 1908 году в крестьянской семье в одном из сельских населённых пунктов Зугдидского уезда. Получил высшее образование. Трудился на различных административных и хозяйственных должностях в сельском хозяйстве Грузинской ССР. В послевоенные годы — заведующий районным отделом сельского хозяйства Цхакаевского района.
Занимался развитие сельского хозяйства в Цхакаевском районе. Благодаря его деятельности сельскохозяйственные предприятия в 1947 году перевыполнили в целом по району плановый сбор кукурузы на 47,3 %. Указом Президиума Верховного Совета СССР от 21 февраля 1948 года удостоен звания Героя Социалистического Труда за «получение высоких урожаев пшеницы и кукурузы в 1947 году» с вручением ордена Ленина и золотой медали «Серп и Молот» (№ 856).
Этим же Указом званием Героя Социалистического Труда были награждены административные, хозяйственные и партийные деятели Цхакаевского района первый секретарь Цхакаевского райкома партии Александр Кварацхелия, председатель райисполкома Иосиф Берукович Гвадзабия, главный районный агроном Михаил Батломович Сабахтаришвили и директор Цхакаевской МТС Варлам Несторович Купрейшвили.
Дальнейшая судьба не известна. С 1975 года — персональный пенсионер союзного значения. Дата смерти не установлена.